# Agenzia omicidi
Agenzia omicidi (Grace Quigley) è un film del 1985 di Anthony Harvey.

## Trama
Grace Quigley, una donna anziana e sola, è testimone involontaria dell'omicidio del suo padrone di casa. L'assassino si chiama Seymour Flint, ma invece di denunciarlo Grace gli propone di entrare in affari con lei: l'uomo ucciderà su commissione tutte quelle persone stanche di vivere, che pagherebbero lautamente chi fosse disposto a farlo per loro. Unica clausola del loro rapporto è il nome della prima vittima: Grace Quigley.

## Riconoscimenti
- Premio speciale della giuria al Montreal World Film Festival 1984